# Aminah bint Wahb

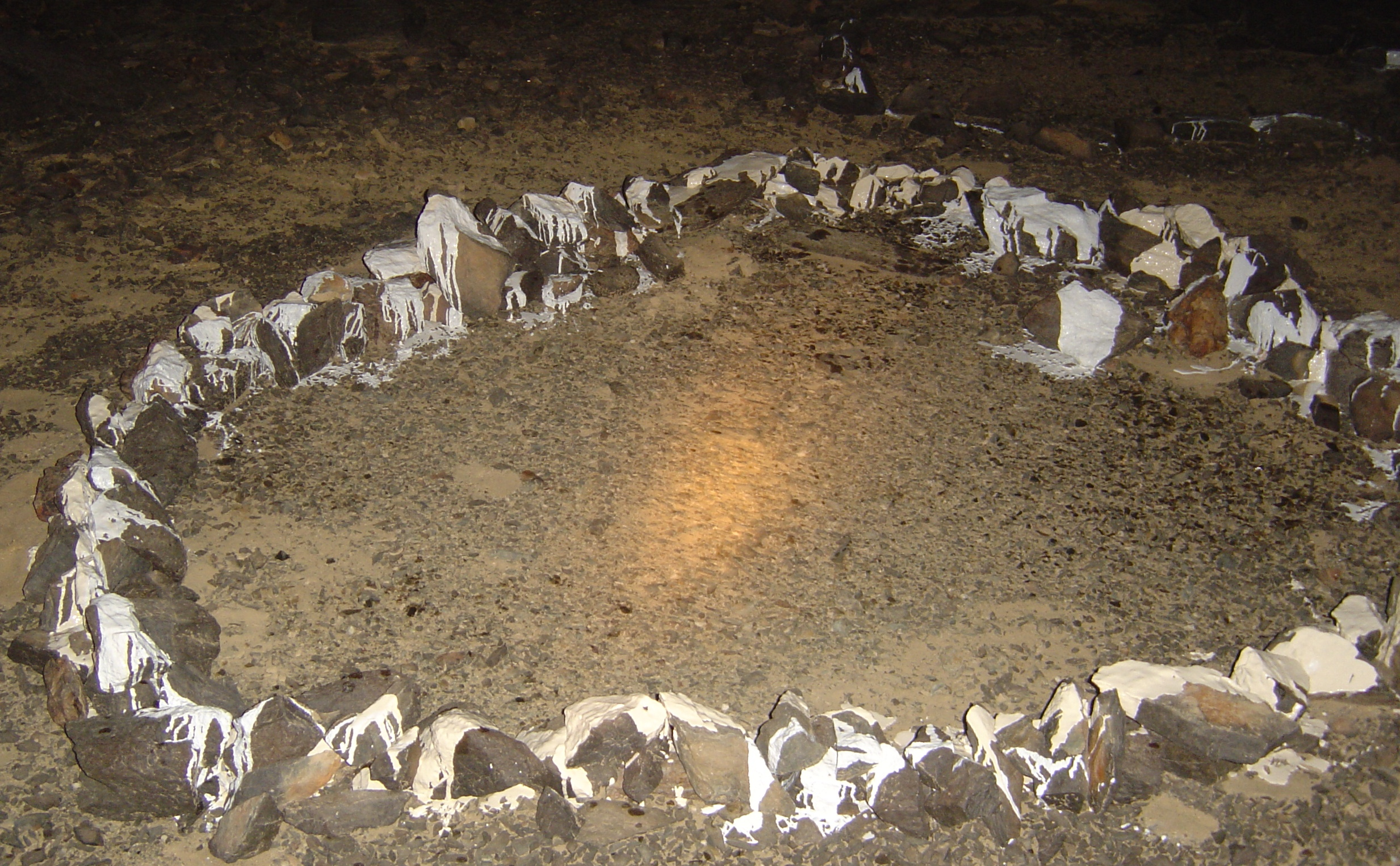
Graven som påstås tillhöra Aminah bint Wahab och som förstördes år 1998.

Aminah bint Wahb (arabiska: آمنة بنت وهب), född omkring 549, död 577, var mor till den islamiske profeten Muhammed. Hon gifte sig med Abdullah bin Abdul Muttalib omkring 569. Ett år efter sitt giftermål födde hon Muhammed i Mecka under elefantåret. Det har återberättats att hon under sin graviditet drömde att ett ljus strålade från henne mot himlarna och att det sades till henne att hennes barn skulle bli folkets profet. Hon anses likt profetens förfäder ha varit monoteist och en ren person och som aldrig dyrkat andra gudar än Gud.